# Britský vojenský hřbitov v Jeruzalémě
Britský vojenský hřbitov v Jeruzalémě je válečný hřbitov nacházející se na hoře Skopus vedle Hebrejské univerzity, 4,5 km severně od Starého Města v Jeruzalémě.. Jedná se vojenský hřbitov pro padlé příslušníky britského společenství během první světové války v Palestině.
Na hřbitově jsou uloženy ostatky 2515 příslušníků jednotek britského společenství (včetně stovky neznámých). Značné množství ostatků bylo přeneseno z nejméně sedmi míst v okolí, kde by hroby nemohly být udržovány. Vedle vojáků z Británie leží vojáci z Austrálie, Nového Zélandu, Indie, Egypta, Jižní Afriky a Britské Západní Indie.
Na hřbitově je pohřbeno kromě Britů také několik Turků a Němců.
Ze známých osobností je zde pohřben major Philip Glazebrook, britský konzervativní člen parlamentu.
Na hřbitově je rovněž památník k uctění 3300 vojáků Commonwealthu, kteří padli v Egyptě a Palestině a jsou pohřbeni na neznámém místě.

## Fotogalerie

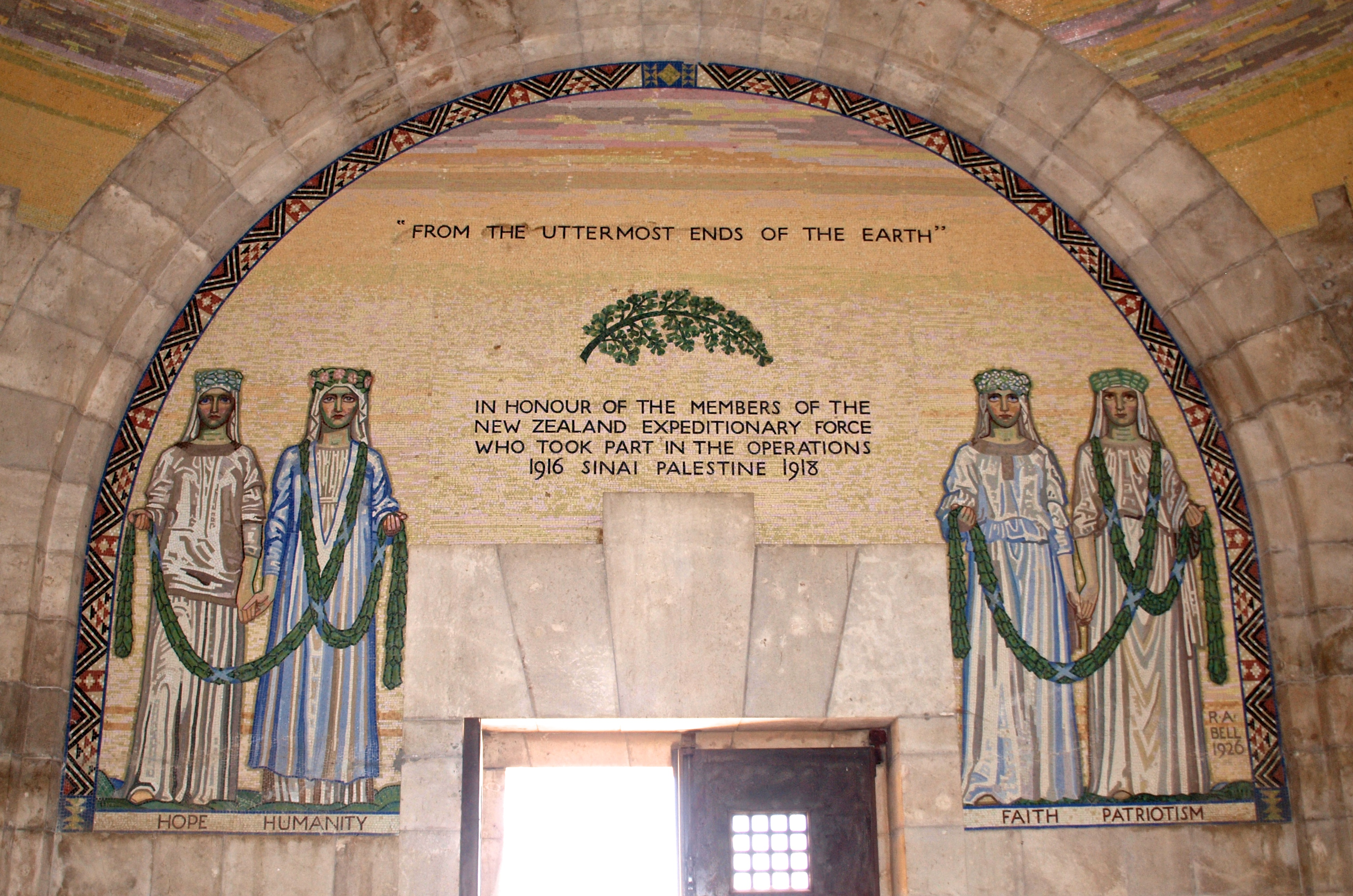
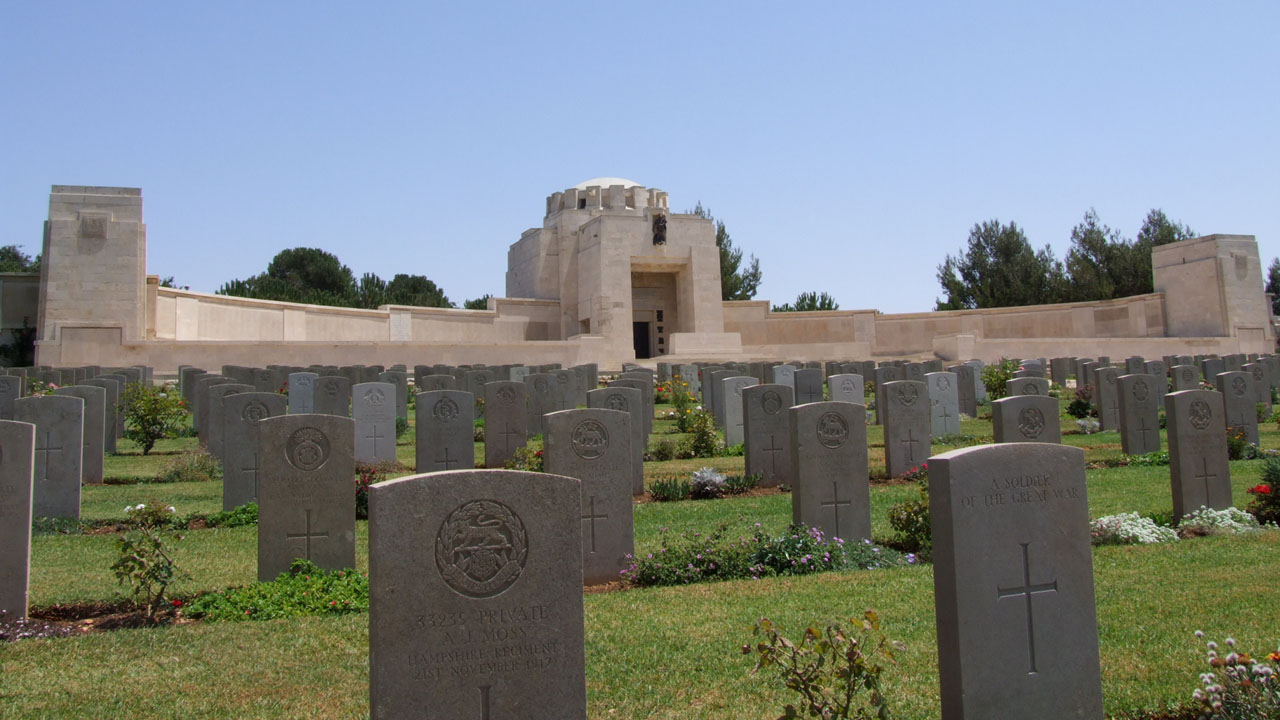
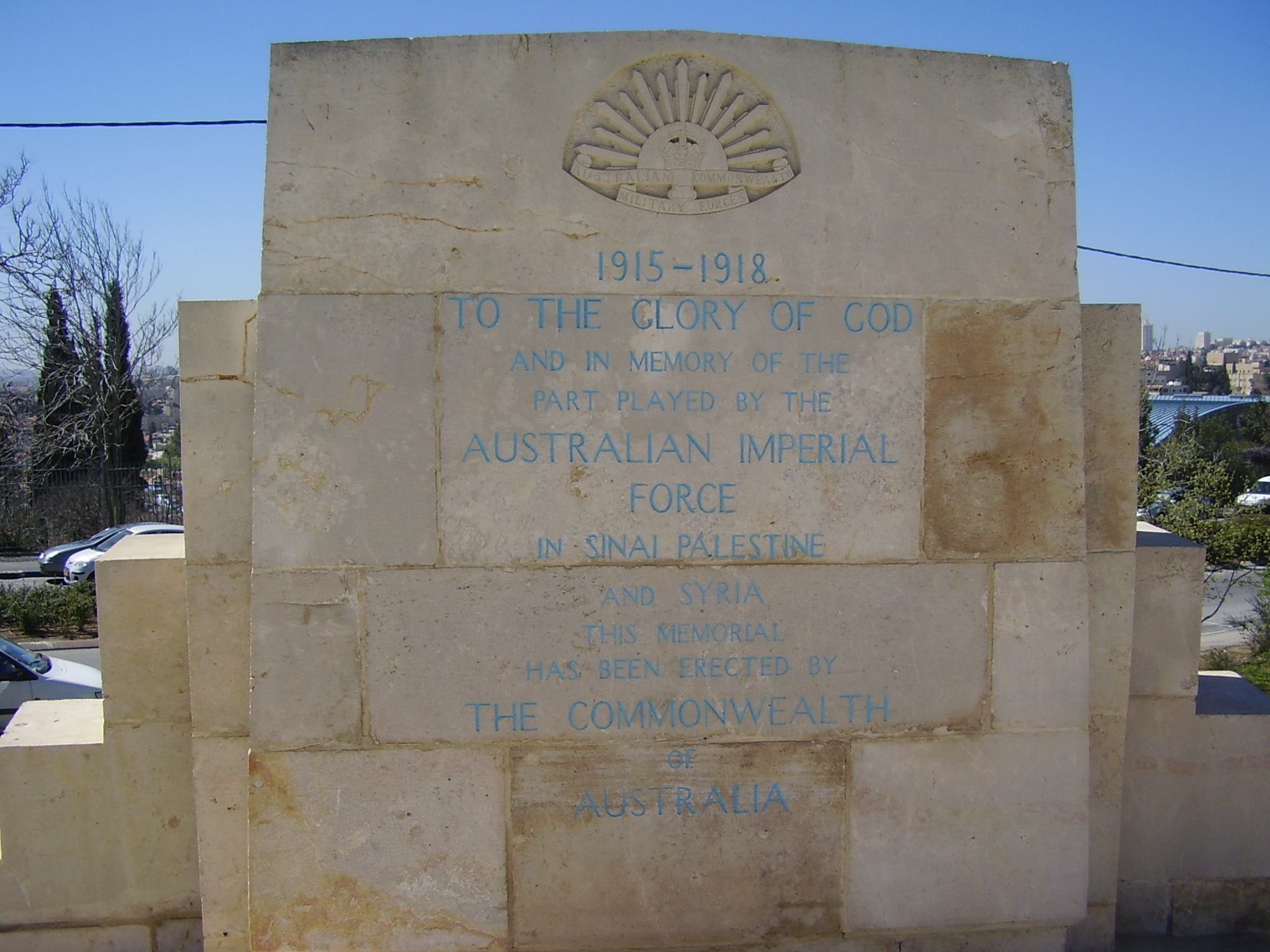
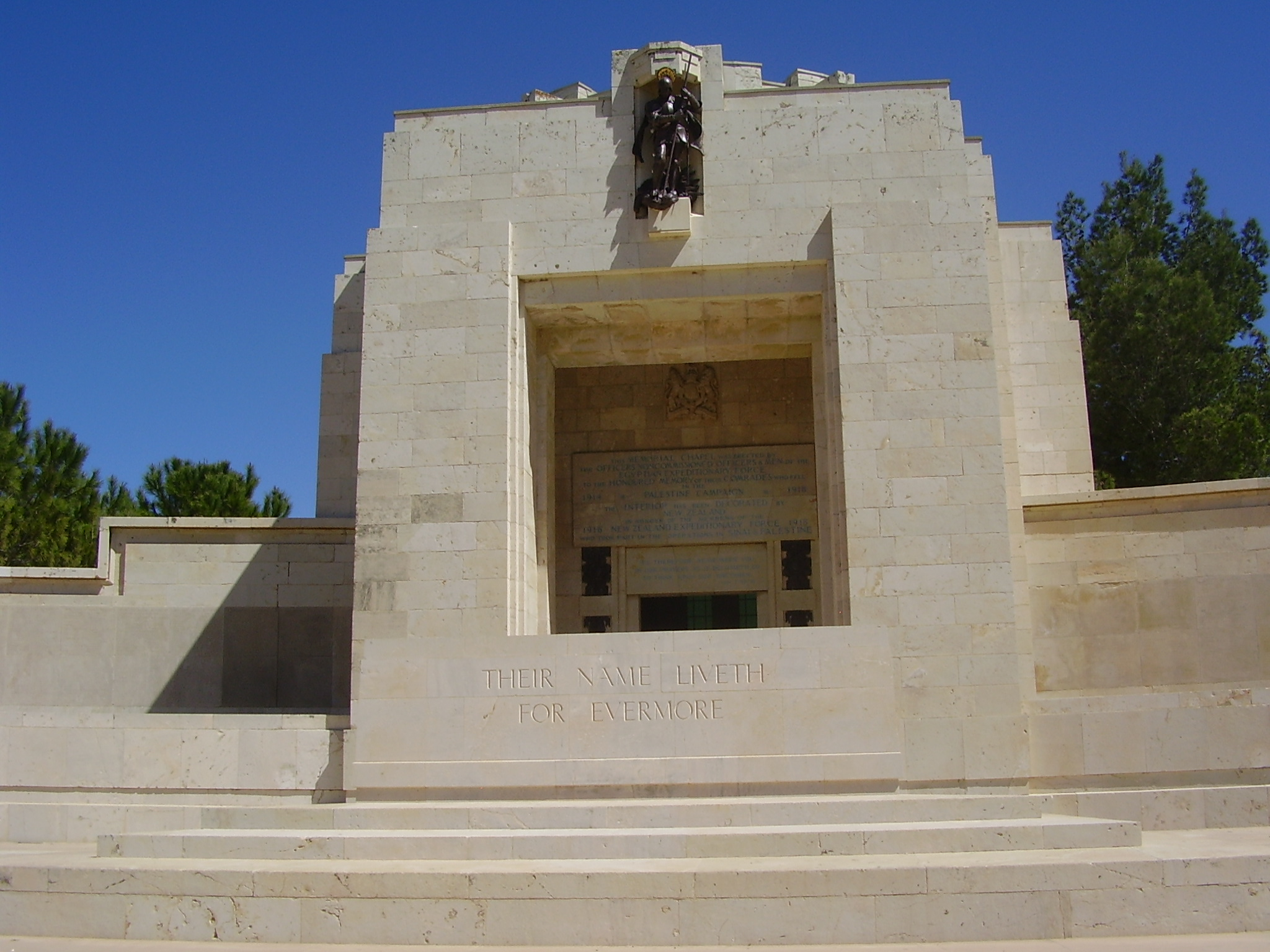
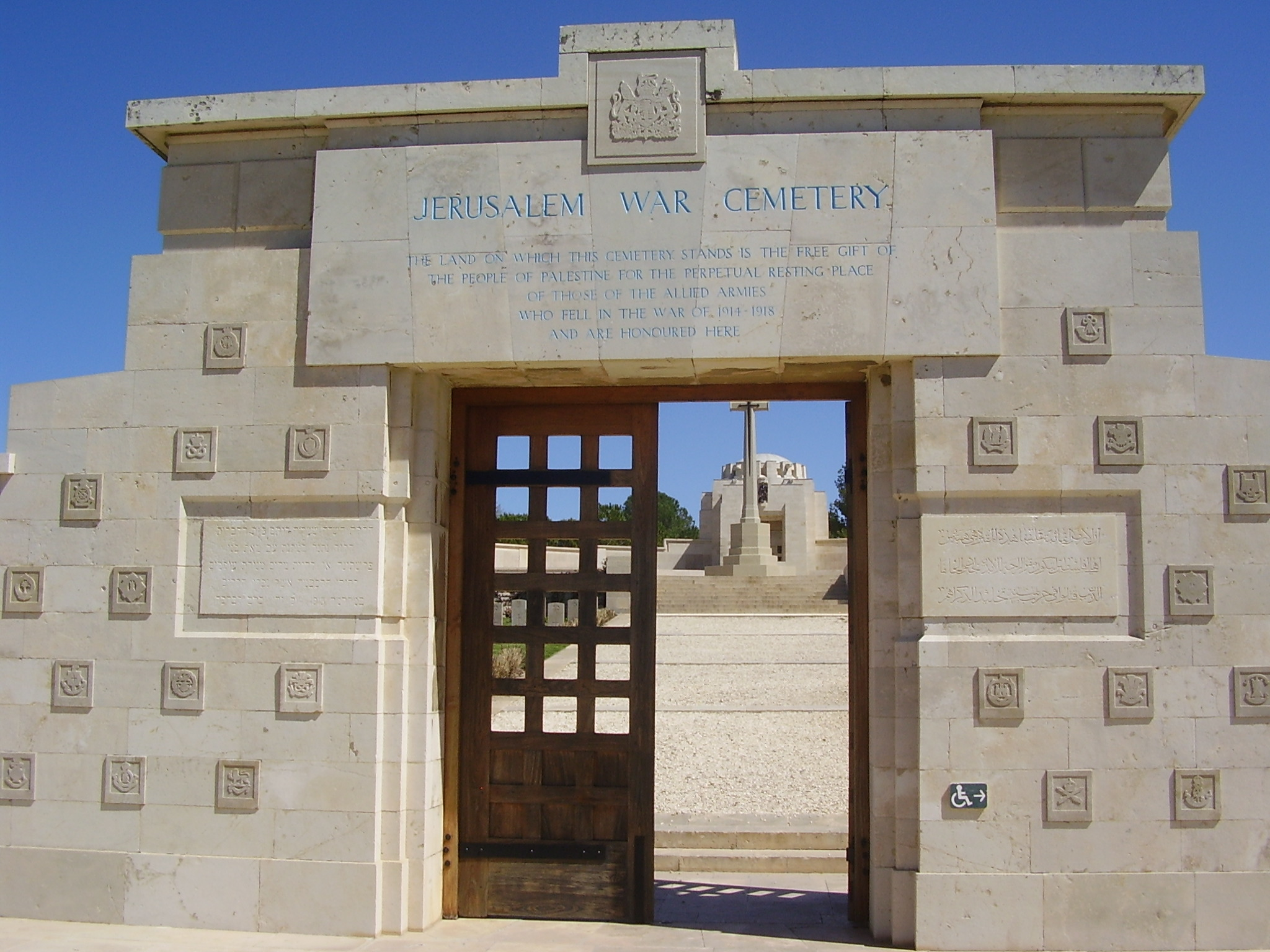